# الدوري الإنجليزي لكرة القدم 1905–06
الدوري الإنجليزي لكرة القدم 1905–06 (بالإنجليزية: 1905–06 Football League)‏ هو موسم من دوري كرة القدم الإنجليزي. فاز فيه نادي ليفربول.